# 0655/2355 ソングBest! 明日がくるのをお知らせします
『0655/2355 ソングBest! 明日がくるのをお知らせします』（ぜろろくごーごー/にーさんごーごー ソングベスト! あしたがくるのをおしらせします）は、NHKの『Eテレ0655』と『Eテレ2355』のコンピレーション・アルバム。2016年1月27日に日本コロムビアから発売された。

## 概要
- NHK・Eテレの5分番組『Eテレ0655』と『Eテレ2355』で放送された楽曲を28曲収録した、コンピレーション・アルバムのCD第2弾。
- 前作（2013年8月発売）のCDに未収録だった「おはようソング」や「おやすみソング」、前作発売以降に放送された新曲などを収録。
- 特典として、DVD付き。

## 収録曲

### CD
- 1.0655 call by 0655dori
- 2.チョココロネをたべるのどっちから? / 柴田聡子
- 3.重箱の隅つつくの助 1ばん / レキシ
- 4.わが輩は、犬 / 松本素生
- 5.素晴らしき哉、世界 アの界 / 東京すばらしき合唱団
- 6.電車がきます / 竹中直人
- 7.走れ!ウマダウマジロウ / 100万馬力合唱団2014
- 8.うちにはこんなのがいます / 杉山ひこひこ
- 9.きょうの選択 / HARCO
- 10.それぞれの立場ソング ダチョウの3兄弟 / タカアンドトシ
- 11.これを知ってるといばれるの唄「海外では通じない和製英語編」 / 石澤智幸
- 12.小石川植物園に行ってみました（1） / 近藤研二
- 13.メーメーメーがやって来た!! / 豆曲トリオ＋メーメーメー合唱団
- 14.気にしないの助音頭 / 近代史ケンジ
- 15.喜多喜多!さるさるどしー! / 川の字トリオ＋うきうき合唱団
- 16.toi toi toi!! 〜幸せを願う特別編〜 / デーモン閣下
- 17.2355氏、金曜の夜 / 細野晴臣
- 18.龍安寺の歌 / 中川翔子
- 19.ディオファントスの一生 / 狩人
- 20.顕微鏡で覗く世界 ボルボックス編 / 笹倉慎介
- 21.とびはぜトビーのBGM ブラームスのワルツ 変イ長調 Op.39-15 / イエルク・デームス
- 22.放物線のうた / 大橋トリオ
- 23.がんばるぞ! 俺たちあきびん びんようき隊の歌 / われもの合唱団
- 24.あるヤドカリの唄 / 比嘉栄昇
- 25.小さな恋の物語 その2 たまごとミルクパン / 笹倉慎介
- 26.猫のふみふみ / 杉林恭雄
- 27.あくびが出るよ / 近藤研二
- 28.factory of dream 夢を作る工場 I don't want to play in your yard / Peggy Lee
  - トラックの最後に、『Eテレ2355』時報アナウンス「2355が、明日がくるのをお知らせします」（声：石澤典夫）が入る。

### DVD
- 1.龍安寺の歌
- 2.顕微鏡で覗く世界 ボルボックス編
- 3.素晴らしき哉、世界 深の界
- 4.toi toi toi!! 〜幸せを願う編〜